# Whilton
Whilton – wieś w Anglii, w hrabstwie Northamptonshire, w dystrykcie (unitary authority) West Northamptonshire. Leży 13 km na zachód od miasta Northampton i 108 km na północny zachód od Londynu. W 2001 miejscowość liczyła 296 mieszkańców.